# Кировский (компания)
«Кировский» — крупнейшая сеть супермаркетов в Екатеринбурге и Свердловской области, контролируемая Игорем Ивановичем Ковпаком.
По данным журнала Forbes оборот в 2008 году составлял 13,2 млрд руб. (в 2007 — 11,2 млрд руб.). Численность работающих — 5 664 человек.
Согласно информации, представленной на официальном сайте компании «Кировский», её оборот за 2021 год составил 20 миллиардов рублей.

## История
Первый магазин сети открыт в 1987 году в микрорайоне «Комсомольский» Кировского района города Свердловска (ныне город Екатеринбург) как экспериментальный. Директором магазина был назначен Игорь Иванович Ковпак, который позднее его приватизировал.
22 февраля 1993 года зарегистрировано ЗАО Супермаркет «Кировский» (ИНН 6660002439). Юридическое лицо ликвидировано 18 марта 2015 года. Прекращение деятельности юридического лица путем реорганизации в форме преобразования.
18 марта 2015 года зарегистрировано ООО Супермаркет «Кировский» (ИНН 6670313465).
130 магазинов существующей сети принадлежат различным юридическим лицам, структура собственности которых не раскрывается. Часть магазинов принадлежит ООО «Лев», зарегистрировано 20 апреля 2006 года (ИНН 6670119690). Учредителями его были Ковпак Лев Игоревич (до 2 марта 2022 года) и Ковпак Игорь Иванович (до 18 мая 2023 года), а с 18 мая 2023 года учредителями являются Ковпак Дмитрий Игоревич и Ковпак Максим Игоревич. 

## Населенные пункты, охваченные сетью магазинов

### Свердловская область
- Арамиль
- Асбест (с 2009 года)
- Березовский
- Верхняя Пышма
- Екатеринбург
- Заречный
- Каменск-Уральский
- Качканар (с 2006 года)
- Кировград
- Кушва (с 2008 года, ныне закрыт)
- Лесной
- Невьянск (ныне закрыт)
- Нижний Тагил
- Нижняя Тура
- Новоуральск
- Первоуральск
- Полевской
- Ревда
- Рефтинский
- Серов
- Среднеуральск
- Сысерть

### Курганская область
- Курган (с 2005 года, ныне закрыт)